# Expedition 64
Expedition 64 è stata la 64ª missione di lunga durata verso la Stazione spaziale internazionale, iniziata il 21 ottobre con l'undocking della Sojuz MS-16. L'equipaggio era composto dai membri della Sojuz MS-17 e dai membri della SpaceX Crew-1. La missione si è conclusa il 17 aprile 2021, con l'undocking della Sojuz MS-17.

## Equipaggio
| Ruolo               | Ottobre – novembre 2020                    | Novembre 2020 – 9 aprile 2021              | 9 – 17 aprile 2021                         |
| ------------------- | ------------------------------------------ | ------------------------------------------ | ------------------------------------------ |
| Comandante          | Sergej Ryžikov, Roscosmos Secondo volo     | Sergej Ryžikov, Roscosmos Secondo volo     | Sergej Ryžikov, Roscosmos Secondo volo     |
| Ingegnere di volo 1 | Sergej Kud'-Sverčkov, Roscosmos Primo volo | Sergej Kud'-Sverčkov, Roscosmos Primo volo | Sergej Kud'-Sverčkov, Roscosmos Primo volo |
| Ingegnere di volo 2 | Kathleen Rubins, NASA Secondo volo         | Kathleen Rubins, NASA Secondo volo         | Kathleen Rubins, NASA Secondo volo         |
| Ingegnere di volo 3 |                                            | Michael Hopkins, NASA Secondo volo         | Michael Hopkins, NASA Secondo volo         |
| Ingegnere di volo 4 |                                            | Victor Glover, NASA Primo volo             | Victor Glover, NASA Primo volo             |
| Ingegnere di volo 5 |                                            | Soichi Noguchi, JAXA Terzo volo            | Soichi Noguchi, JAXA Terzo volo            |
| Ingegnere di volo 6 |                                            | Shannon Walker, NASA Secondo volo          | Shannon Walker, NASA Secondo volo          |
| Ingegnere di volo 7 |                                            |                                            | Oleg Novickij, Roscosmos Terzo volo        |
| Ingegnere di volo 8 |                                            |                                            | Pëtr Dubrov, Roscosmos Primo volo          |
| Ingegnere di volo 9 |                                            |                                            | Mark Vande Hei, NASA Secondo volo          |

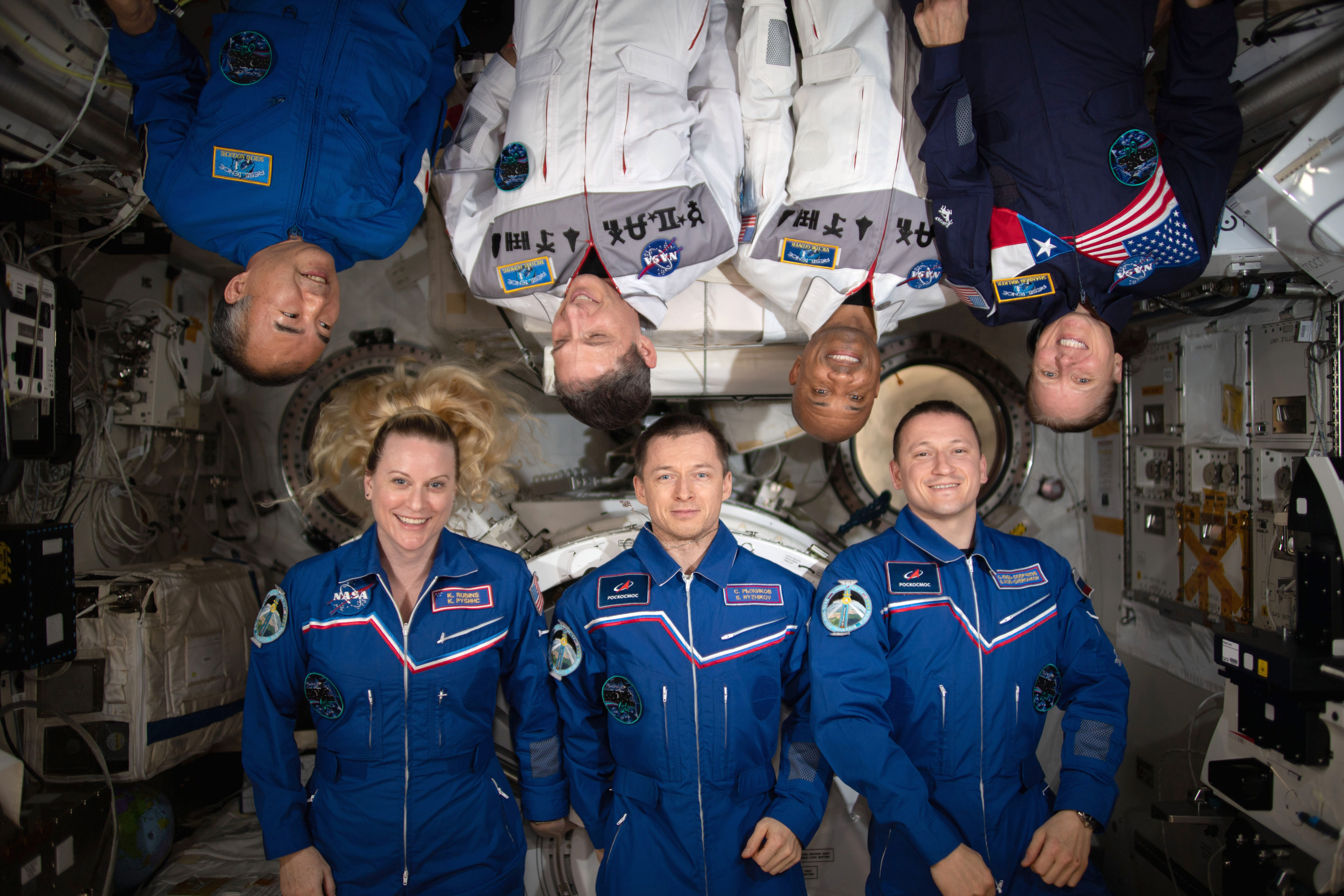
L'equipaggio della Expedition 64

L'equipaggio della Sojuz MS-17, composto dal comandante della ISS Ryžikov e degli ingegneri di volo Kud'-Sverčkov e Rubins, è l'equipaggio principale della missione, rimanendo a bordo della Stazione Spaziale Internazionale per tutta la durata della Expedition. Fino a giugno 2020 il posto di Rubins era occupato dal veterano NASA Stephen Bowen, poi rimosso dall'equipaggio. Il 17 novembre 2020, sono arrivati sulla ISS i membri dell'equipaggio della SpaceX Crew-1 (Hopkins, Glover, Noguchi, Walker), il primo equipaggio operativo commerciale statunitense, che parteciperanno alla missione fino ad aprile 2021. Entrambi gli equipaggi saranno sostituiti dall'equipaggio della SpaceX Crew-2 (Kimbrough, McArthur, Pesquet, Hoshide) e della Sojuz MS-18 ad aprile 2021. Per qualche giorno entrambi gli equipaggi commerciali di SpaceX saranno entrambi a bordo, portando almeno a 11 i membri dell'equipaggio.

## Eventi missione

### Lancio e docking della SpaceX Crew-1
Dopo essere stato rimandato di un giorno a causa del maltempo, il lancio della prima missione operativa della Crew Dragon di SpaceX, la SpaceX Crew-1, avvenne il 16 novembre 2020 con un lanciatore Falcon 9 dal Complesso di lancio 39 del Kennedy Space Center. L'equipaggio composto dal comandante Hopkins, il pilota Glover e gli ingegneri di volo Noguchi e Walker arrivò in orbita nove minuti dopo. Si trattò della seconda missione con equipaggio e la prima missione operativa di questo veicolo spaziale. Poco dopo aver raggiunto l'orbita alcuni allarmi del veicolo soprannominato "Resilience" suonarono dopo aver rilevato delle letture anomale nei sistemi ma vennero prontamente analizzate e risolte dai controllori a terra di SpaceX. Il docking al boccaporto anteriore di Harmony della Stazione Spaziale Internazionale avvenne in modo automatico 27 ore dopo il lancio. L'equipaggio vivrà e lavorerà sulla ISS per l'intera missione di lunga durata Expedition 64, che si concluderà a maggio 2021.

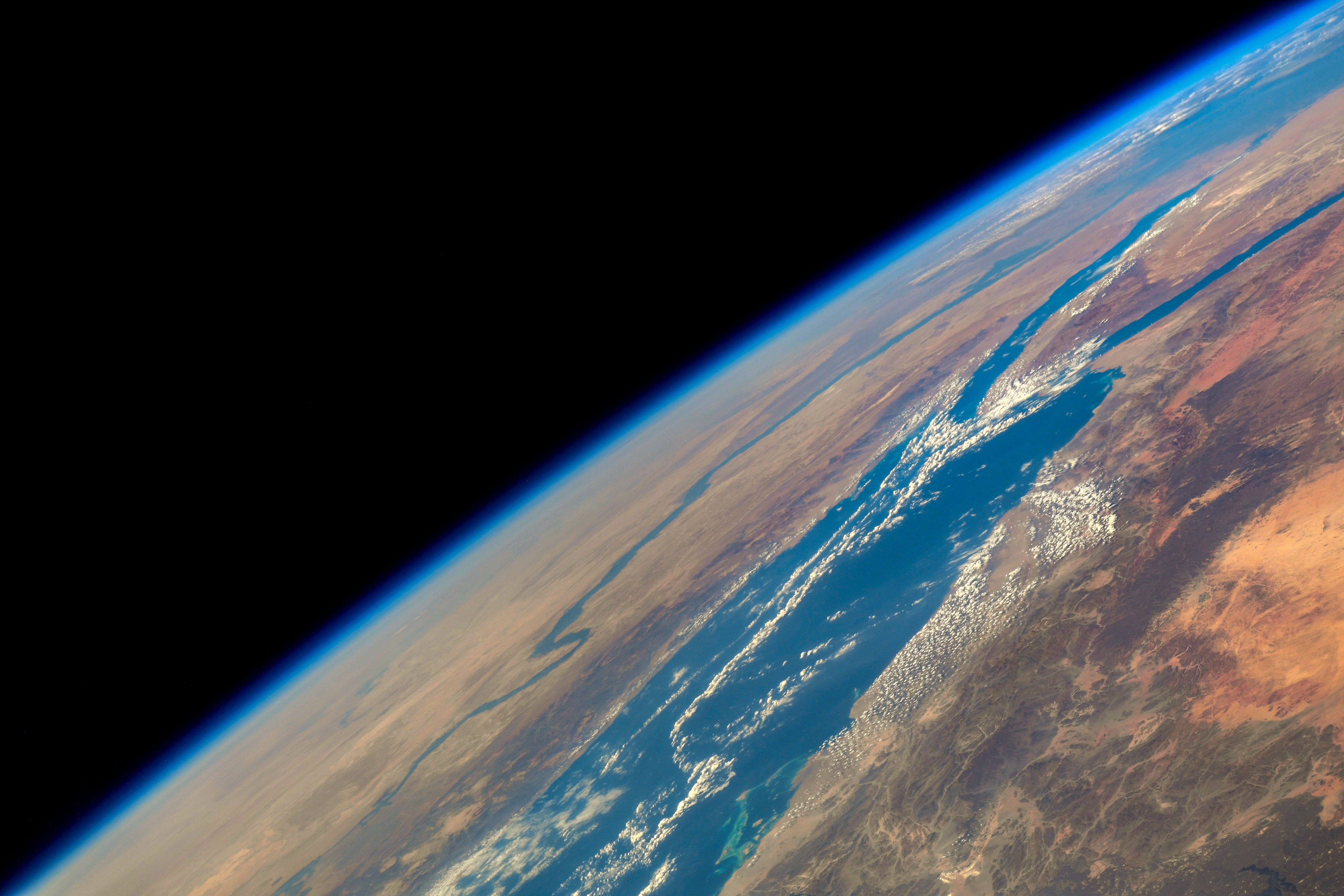
L'Africa e la penisola Arabica divise dal Mar Rosso viste dalla Stazione Spaziale Internazionale

### EVA 1 (VDK-47)
Due giorni dopo il docking di Resilience, il 18 novembre i cosmonauti Ryžikov (EV1, camera #20, strisce rosse) e Kud'-Sverčkov (EV2, #18, strisce blu), entrambi alla loro prima attività extraveicolare (EVA), indossarono le tute spaziali russe Orlan e uscirono per una EVA di 6 ore e 48 minuti. Durante l'EVA i cosmonauti avrebbero dovuto sostituire un regolatore di flusso guasto all'esterno di Zarja, pulire le finestre di Zvezda, recuperare l'esperimento Impakt e spostare alcuni dispositivi installati in Pirs in vista del suo rilascio dell'anno seguente. Purtroppo i cosmonauti non riuscirono ad aprire il contenitore dentro al quale era inserito il nuovo regolatore, ritardando così la tabella di marcia di un'ora. Alla fine il Controllo missione di Roscosmos decise di non sostituire più il regolatore, di annullare la pulizia delle finestre e di continuare con le attività previste. Inoltre venne aggiunto l'incarico non precedentemente pianificato di fotografare la zona all'esterno di Zvezda in cui si pensava potesse esserci la crepa che causava la perdita d'aria scoperta ne settembre 2019. Per questa EVA come airlock venne usato per la prima volta il modulo Poisk invece del solito modulo Pirs.

### Lancio e docking della SpaceX CRS-21
Il 6 dicembre 2020 dal Kennedy Space Center avvenne il primo lancio del nuovo veicolo spaziale Cargo Dragon, SpaceX CRS-21, la cui missione era quella di rifornire la Stazione Spaziale Internazionale e riportare sulla Terra campioni degli esperimenti. A differenza della versione Dragon precedente, la Cargo Dragon era in grado di trasportare il 20% in più di carico, tra cui il doppio dei locker che permette il ritorno di un numero maggiore di esperimenti, e inoltre non necessitava dell'ausilio del Canadarm2 per attraccare, diventando il 7 dicembre il primo veicolo cargo statunitense a eseguire un docking automatico alla ISS. Tra i 1900 Kg di carico era presente l'Airlock Bishop e gli esperimenti BioAsteroid, Cardinal Heart, HemoCue, SUBSA-BRAINS e Space Tango-Human Brain Organoids.

### Aggancio dell'Airlock Bishop
Il 19 dicembre 2020 i controllori ROBO del Centro di controllo missione di Houston, con l'ausilio del braccio robotico canadese Canadarm2, estrassero l'airlock Bishop dal trunk del veicolo Cargo Dragon arrivato sulla Stazione Spaziale Internazionale all'inizio del mese. Alla conclusione di delicate procedure durate diverse ore, l'airlock di Nanorack di una tonnellata di peso venne installato nel boccaporto laterale del modulo Tranquility. Venne attivato per la prima volta il 2 febbraio 2021 con la conseguente conferma da parte Centro di controllo del suo funzionamento mentre l'8 febbraio venne pressurizzato e aperto per la prima volta dagli astronauti a bordo della ISS. Bishop permetterà il rilascio di satelliti di dimensioni maggiori di quelli rilasciati fino a quel momento con l'airlock del Japanese Experiment Module e il trasporto all'esterno della ISS di attrezzature e dispositivi per le attività extraveicolari.

### Unberthing della Cygnus NG-14
Dopo aver trascorso tre mesi agganciato alla Stazione Spaziale Internazionale il 6 gennaio 2021 il controllori di volo effettuarono un berthing del veicolo cargo di Northrop Grumman Cygnus NG-14 dal modulo Unity e rilasciato con il Canadarm2. Nelle ore successive vennero rilasciati i Cubesat agganciati all'esterno del portellone del veicolo e avviati degli esperimenti all'interno dello stesso, tra cui Saffire V. Il rientro distruttivo in atmosfera avvenne il 26 gennaio 2021 sopra l'oceano Pacifico.

### Undocking della SpaceX CRS-21
Pochi giorni dopo, il 12 gennaio, un altro veicolo americano lasciò la Stazione Spaziale Internazionale, la Cargo Dragon della SpaceX CRS-21. Trascorsi 38 giorni di missione, il veicolo carico di 2400 chilogrammi di esperimenti scientifici e altri materiali da riportare sulla Terra, ammarò nell'Oceano Atlantico vicino alla Florida; fu la prima volta che un veicolo cargo ammarava su quella parte del continente americano e ciò permise una consegna più rapida degli esperimenti direttamente al Space Station Processing Facility del Kennedy Space Center.

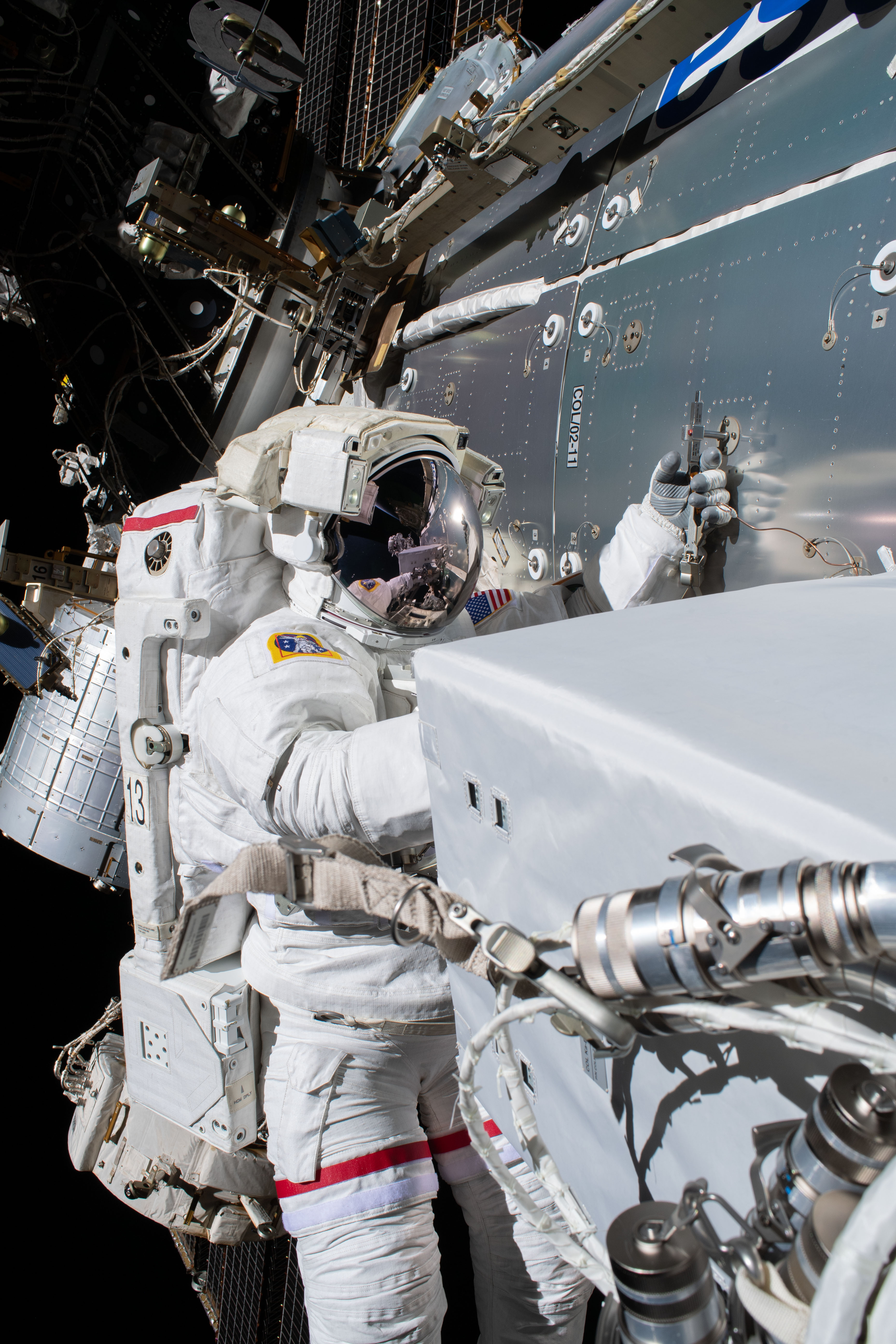
Hopkins vicino al modulo Columbus durante un'EVA

### EVA 2 (USOS 69)
La seconda EVA dell'Expedition venne svolta il 27 gennaio 2021 dagli astronauti NASA Hopkins (EV1, strisce rosse, #18) e Glover (EV2, #20). Durante l'EVA vennero installati cavi e antenne per rendere operativa la piattaforma Bartolomeo all'esterno del modulo Columbus dell'ESA. In particolare, venne configurato un terminale in banda Ka, il COL-Ka, che permetterà di avere un collegamento di comunicazione indipendente a grande larghezza di banda con le stazioni terrestri europee. Purtroppo gli astronauti non riuscirono a collegare due dei sei cavi per rendere completamente operativa la piattaforma; questi verranno collegati in una futura attività extraveicolare. Completate le attività sul modulo Columbus, gli astronauti rimossero una grapple fixture bracket sulla parte sinistra del Truss in preparazione per futuri miglioramenti del sistema elettrico e lavorarono su un possibile perno rotto all'interno dell'airlock Joint Airlock.

### EVA 3 (USOS 70)
Hopkins (EV1, strisce rosse, #18) e Glover (EV1, #20) uscirono nuovamente dalla Stazione Spaziale Internazionale il 1º febbraio 2021 per un'EVA di cinque ore e venti minuti. Installarono l'ultima piastra-adattatore del sistema elettrico della ISS nel Segmento P4 del Truss e sostituirono delle telecamere per le riprese all'esterno della Stazione.

### Undocking della Progress MS-15
Dopo essere stato riempito di spazzatura nei giorni precedenti dai cosmonauti, il 9 febbraio 2021 il veicolo Progress MS-15 effettuò l'undocking automatico dalla Stazione Spaziale Internazionale per rientrare in modo distruttivo sulla Terra. Al momento del lancio, nel luglio 2020, era previsto sganciasse il modulo Pirs durante la sua partenza dalla ISS in vista dell'arrivo del nuovo modulo Nauka di aprile, successivamente questo compito venne annullato per il rinvio del lancio di Nauka di alcuni mesi.

### Lancio e docking della Progress MS-16
Per sostituire il veicolo cargo russo appena sganciato, il 15 febbraio 2021 venne lanciata la Progress MS-16 dal Cosmodromo di Bajkonur, nel Kazakistan. Raggiunta l'orbita, dispiegò i pannelli solari e le antenne di navigazione e iniziò il viaggio di due giorni per congiungersi con la Stazione Spaziale Internazionale. Al suo interno erano presenti 2400 kg di carico, compreso un rilevatore per individuare con maggior precisione la crepa nello scafo del modulo Zvezda che dopo mesi ancora faceva perdere aria alla ISS. Normalmente i veicoli spaziali russi sono in grado di eseguire un docking automatico alla Stazione Spaziale Internazionale con il sistema Kurs, ma per un malfunzionamento il cosmonauta Ryžikov, che in quel momento era responsabile della supervisione del docking, dovette prendere il controllo della Progress e eseguire il docking manualmente con i controlli del sistema TORU presenti nel modulo Zvezda. Il veicolo eseguì il docking senza ulteriori problemi al modulo Pirs alle 6:27 UTC del 17 febbraio.
 Roscosmos aprì un'inchiesta per scoprire le cause del malfunzionamento; poche ore dopo vennero rilasciate alcune foto scattate durante il docking che mostravano un danneggiamento a un'antenna del sistema Kurs del veicolo. È previsto che la Progress MS-16 rimanga agganciata alla ISS fino a luglio, momento in cui si sgancerà insieme al modulo Pirs dalla ISS e con esso si disintegrerà al rientro in atmosfera. Il modulo Pirs infatti è previsto venga sostituito dal modulo Nauka che verrà lanciato e agganciato alla ISS nello stesso mese con un lanciatore Proton.

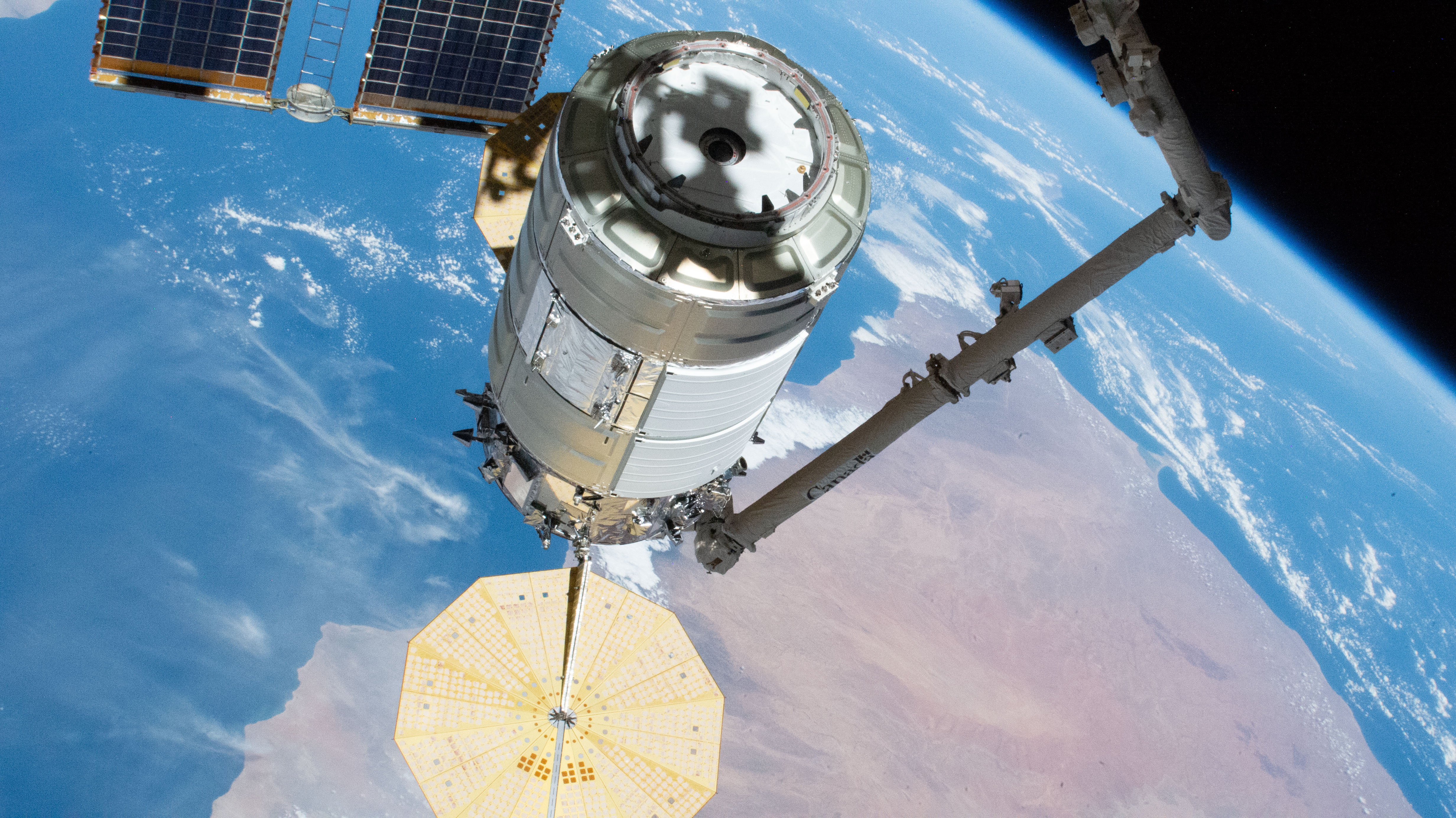
La Cygnus NG-15 agganciata al Canadarm2 poco prima di essere installata in Unity

### Lancio e berthing della Cygnus NG-15
Il veicolo spaziale americano Cygnus NG-15 venne lanciato dal Mid-Atlantic Regional Spaceport il 20 febbraio 2021 per rifornire la Stazione Spaziale Internazionale di provviste per l'equipaggio e esperimenti scientifici. Due giorni dopo, ai comandi del Canadarm2 per catturare il veicolo si trovava Noguchi con l'assistenza di Hopkins per controllare i sistemi del veicolo. Alcune ore dopo la cattura i controlli di volo si occuparono di agganciare il nuovo veicolo spaziale al modulo Unity del Segmento americano della ISS. La Cygnus portò sulla ISS tre tonnellate e mezzo di carico, tra cui gli esperimenti Micro-16, Protein-Based Artificial Retina Manufacturing, Dreams, A-HoSS, Spaceborne Computer-2, ECLSS Brine Processor System e RTPCG-2. Rimase agganciata sull'avamposto orbitale fino a maggio 2021.

### EVA 4 (USOS 71)
Il 28 febbraio 2021 Rubins (EV1) e Glover (EV2) svolsero un'attività extraveicolare di sette ore per preparare la Stazione Spaziale Internazionale in vista dell'installazione futura di nuovi pannelli solari. I pannelli solari presenti sulla Stazione Spaziale Internazionale hanno superato la loro vita utile (15 anni), essendo stati installati nei primi anni del 2000. Per contrastare la perdita di efficienza dei vecchi pannelli, nel 2021 verranno installati dei pannelli di nuova generazione, iROSA, portando da 160 a 250 kilowatt la potenza elettrice della ISS. I due astronauti durante quest'EVA assemblarono e installarono nel Segmento P6 la prima e parte del seconda struttura di supporto sulle quali verranno installati due nuovi pannelli. I primi due pannelli solari arriveranno sulla ISS con la SpaceX CRS-22 nel giugno 2021.

### Chiusura della crepa nel modulo Zvezda
Durante l'Expedition 64 i cosmonauti Ryžikov e Kud'-Sverčkov continuarono a monitorare la perdita d'aria causata dalla crepa individuata nell'ottobre 2020 nel compartimento intermedio di Zvezda. Il 4 marzo 2021 i cosmonauti eseguirono due fori alle estremità della crepa per bloccarne la propagazione e applicarono il primo strato di due sigillanti per chiuderla definitivamente. Il 10 marzo, stesero un secondo strato di sigillante e due giorni dopo chiusero i portelloni del compartimento intermedio per controllare i risultati della chiusura.

### EVA 5 (USOS 72)
Rubins (EV1) e Noguchi (EV2) eseguirono un'altra EVA il 5 marzo 2021 per continuare l'installazione della seconda struttura di supporto dei nuovi pannelli nel Segmento P6. Per mancanza di tempo non riuscirono a risolvere i problemi alla Parking Position Interface (PAPOS) della Piattaforma Bartolomeo e sostituire un Wireless Video System External Transceivers Assembly (WETA); queste attività che vennero rimandate all'EVA USOS 73.

### EVA 6 (USOS 73)
Per svolgere le attività non completate nelle attività extraveicolari precedenti, venne pianificata un'EVA aggiuntiva svolta da Glover (EV1) e Hopkins (EV2) il 13 marzo 2021. Nelle 6 ore e 47 minuti all'esterno della ISS, gli astronauti svuotarono delle condutture di ammoniaca, ricollegarono una di queste all'attuale sistema di raffreddamento vicino all'airlock Quest per aumentarne l'efficienza, installarono un irrigidimento strutturale sul coperchio termico esterno dell'airlock e completarono il dispiegamento di tre dei quattro cavi dell'interfaccia Payload Position (PAPOS) della piattaforma Bartolomeo sul modulo Columbus, compresa la sostituzione di un cavo del Amateur radio system. Infine, passarono i cavi per delle telecamere ad alta definizione, e sostituirono un Wireless antenna assembly (WETA) sul modulo Unity.

### Spostamento della Sojuz MS-17
Al fine di liberare il boccaporto di Rassvet occupato dalla Sojuz MS-17 e permettere alla Sojuz MS-18 di effettuare un docking ad esso nelle settimane successive, il 19 marzo 2021 la Sojuz MS-17 venne spostata dal modulo Rassvet al modulo Poisk. Questi spostamenti vengono eseguiti con la presenza dell'equipaggio all'interno del veicolo spaziale, perché nel caso in cui il veicolo non fosse in grado per quale ragione di effettuare nuovamente un docking alla Stazione Spaziale Internazionale, l'equipaggio dovrebbe interrompere prematuramente la missione e tornare sulla Terra. Inoltre, data la mancanza di un cosmonauta russo nell'equipaggio rimasto a bordo della ISS durante lo spostamento, vennero disattivati i sistemi e chiusi i portelloni interni del Segmento russo. L'ultima volta che ciò avvenne era il 2000, prima che la ISS fosse continuamente abitata da almeno un cosmonauta russo. Il comandante della Sojuz MS-17 Ryžikov avviò la procedura di undocking con Rassvet alle 16:38 UTC, allontanò il veicolo dalla ISS e eseguì il docking manualmente al modulo Poisk alle 17:12.

### Spostamento della Crew Dragon Crew-1
Il 5 aprile anche l'equipaggio della SpaceX Crew-1 dovette spostare il proprio veicolo da un modulo all'altro della Stazione Spaziale Internazionale. La Crew Dragon era agganciata al boccaporto forward dell'Harmony ma per lasciare libero quel boccaporto per il docking della SpaceX Crew-2, previsto per il 22 aprile 2021, l'equipaggio dovette spostarla nel boccaporto zenith di Harmony. Entrambi i boccaporti di Harmony sono utilizzabili dalle Crew Dragon mentre solo quello su zenith è usabile dal veicolo Cargo Dragon, perché il braccio robotico Canadarm2 non riuscirebbe ad accedere al truck del veicolo per estrarre l'hardware mentre è agganciata al boccaporto nadir. A giugno 2021 infatti arriverà sulla Stazione Spaziale Internazionale la CRS-22, con due nuovi pannelli solari iROSA nel trunk. Come accade per lo spostamento della Sojuz MS-18, la NASA preferì spostare il veicolo della Crew-1, che in caso di imprevisti avrebbe interrotto la missione solo un mese prima della sua effettiva conclusione, invece che quello della Crew-2, che nel giugno 2021 sarebbe agganciata alla ISS da appena due mesi. L'undocking dal boccaporto nadir di Harmony della Crew-1 avvenne alle 10:30 UTC e il conseguente re-docking al boccaporto zenith alle 11:08 UTC. A differenza degli spostamenti da un boccaporto all'altro con le Sojuz, lo spostamento della Crew Dragon venne svolto in modo automatico dal computer di bordo, l'equipaggio a bordo dovette solo supervisionare il processo.

### Lancio e docking della Sojuz MS-18
Il 9 aprile 2021 l'equipaggio della Sojuz MS-18, composto da Oleg Novickij, Pëtr Dubrov e Mark Vande Hei, venne lanciato dal Cosmodromo di Bajkonur. Usando il profilo di volo ultraveloce, la Sojuz MS-18 effettuò un docking al modulo Rassvet della Stazione Spaziale Internazionale appena tre ore e ventidue minuti dopo il lancio. Per il periodo di tempo fino all'undocking della Sojuz MS-17, previsto per il 17 aprile, a bordo della ISS saranno presenti dieci membri dell'equipaggio.

### Cambio di comando Ryžikov – Walker
Il 15 aprile 2021 il comandante dell'Expedition 64 Ryžikov passò il comando della Stazione Spaziale Internazionale all'astronauta Shannon Walker per le prime due settimane dell'Expedition 65. Il 28 aprile, poco prima del ritorno sulla Terra della SpaceX Crew-1 Walker passerà il comando all'astronauta giapponese Akihiko Hoshide che ricoprirà il ruolo di comandante fino a ottobre 2021. L'Expedition 64 si concluse ufficialmente il 17 ottobre all'1:34 UTC con l'undocking della Sojuz MS-17 (Ryžikov, Kud'-Sverčkov e Rubins).

## Riepilogo dei veicoli in visita
| Veicolo        | Missione                    | Evento            | Boccaporto di aggancio | Data di aggancio | Data di sgancio |
| -------------- | --------------------------- | ----------------- | ---------------------- | ---------------- | --------------- |
| Progress MS-15 | Rifornimento                | Undocking         | Pirs nadir             | 23 luglio 2020   | 9 febbraio 2021 |
| SpaceX Crew-1  | Trasporto equipaggio Exp 64 | Docking           | Harmony forward        | 18 novembre 2020 | 2 maggio 2021   |
| Cygnus NG-14   | Rifornimento                | Unberthing        | Unity nadir            | 5 dicembre 2020  | 6 gennaio 2021  |
| SpaceX CRS-21  | Rifornimento                | Docking/undocking | Harmony zenith         | 7 dicembre 2020  | 12 gennaio 2021 |
| Progress MS-16 | Rifornimento                | Docking           | Pirs nadir             | 17 febbraio 2021 | 26 luglio 2021  |
| Cygnus NG-15   | Rifornimento                | Berthing          | Unity nadir            | 22 febbraio 2021 | 29 giugno 2021  |
| Sojuz MS-18    | Trasporto equipaggio Exp 65 | Docking           | Rassvet                | 9 aprile 2021    | 17 ottobre 2021 |